# Caicella
Caicella là một chi bướm ngày thuộc họ Bướm nâu.